# Sommecaise
Sommecaise är en kommun i departementet Yonne i regionen Bourgogne-Franche-Comté i norra Frankrike. Kommunen ligger i kantonen Aillant-sur-Tholon som tillhör arrondissementet Auxerre. År 2022 hade Sommecaise 387 invånare.

## Befolkningsutveckling
Antalet invånare i kommunen Sommecaise
| Referens: INSEE |